# Чумаков, Михаил Иванович

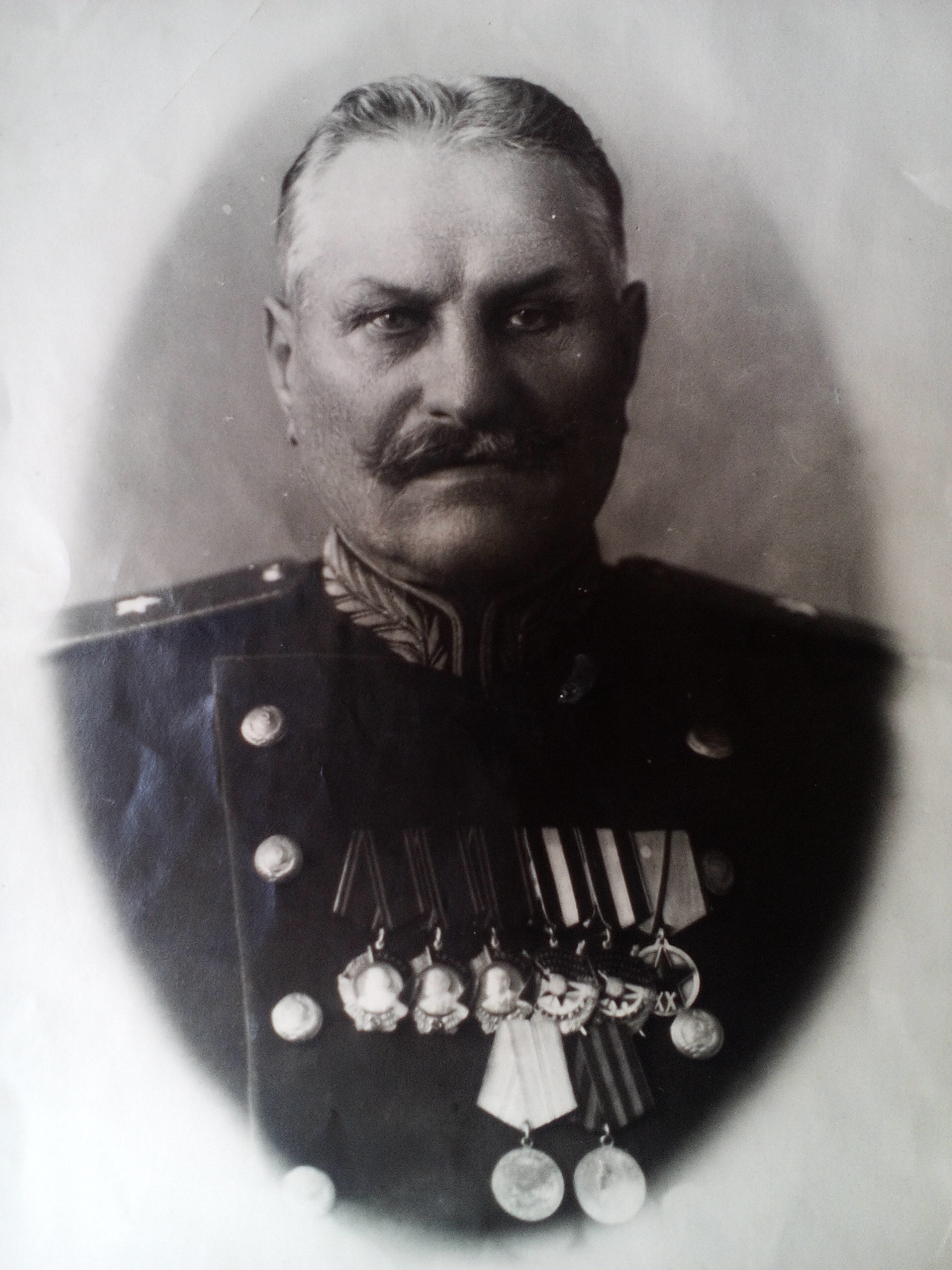

Михаил Иванович Чумако́в (1884—1952) — советский военачальник, коневод, генерал-майор.

## Биография
Родился в 1884 году. Из крестьян. .
В 1908 году М. И. Чумаков прошел обучение в учебной команде.
В 1918 году вступил в Красную Гвардию и затем в РККА. Комбриг Первой Конной армии.
В январе 1922 года М. И. Чумаков назначен начальником по коневодству Сальского конного завода и Донского конного завода.
Член ВКП(б) с 1924 года.
В июле 1925 года М. И. Чумаков назначен управляющим Конного завода имени С. М. Буденного .
В 1928 году награждён орденом Красного Знамени.
В апреле 1933 года М. И. Чумаков назначен начальником Конного завода имени С. М. Буденного.
В 1935 году награждён орденом Ленина за умелое руководство заводом.
В 1936 году присвоено звание бригинтендант.
В декабре 1937 года назначен начальником Управления военно-конными заводами РККА.
Во время войны — в резерве Командующего Кавалерией. В 1943 году присвоено звание генерал-майор интендантской службы (21.4.1943).
Указом Президиума ВС СССР от 25.4.1944 года генерал-майор интендантской службы Чумаков награждён орденом Ленина за работу по разведению ценнейшего донского племенного поголовья (был представлен к награде маршалом С. М. Будённым).
После войны — начальник управления Северо-Кавказского треста военных конных заводов.

## Память
Похоронен на старом мемориальном кладбище возле Лазаревской церкви в Пятигорске.

## Награды и премии
- Сталинская премия второй степени (1949) — за выведение новых пород верховой лошади «Будённовская» и «Терская»
- Сталинская премия третьей степени (1951) — за выведение новой породы тонкорунных овец «Сальская».
- три ордена Красного Знамени (1928)
- четыре ордена Ленина (10.1935; 4.6.1944).
- медаль «За победу над Германией в Великой Отечественной войне 1941-1945 гг.»
- медаль «За оборону Кавказа»